# 李林麗嬋
李林麗嬋，是香港現任行政長官李家超的妻子，中學就讀九龍窩打老道真光女書院，兩人育有兩子李文龍和李文駿。
林麗嬋與丈夫李家超於中學聯誼舞會上認識，兩人於1980年結婚。
林麗嬋擔任多個要職，亦曾與幾個香港高官夫人，組成跳舞唱歌隊伍「Singing Girls」，表演籌款。